# Felix Triest
Felix Ludwig Anton Alexis Triest (* 17. Juli 1838 in Marienwerder; † nach 1878) war ein deutscher Regierungs-Assessor in Breslau und Autor sowie Herausgeber des heute noch maßgeblichen Topographischen Handbuchs von Oberschlesien (1865).

## Leben
Triest absolvierte im September 1854 mit nur 16,5 Jahren die Reifeprüfung (Abitur) am Städtischen Gymnasium Breslau. Im Wintersemester 1854 studierte er Jura und Kameralistik in Heidelberg und setzte seine Studien ab Sommersemester 1855 an der Friedrich-Wilhelm Universität Berlin bis 1858 fort. Nach Durchlaufen der juristischen Ausbildungsstellen war er spätestens 1864 Regierungs-Assessor in Breslau und danach bei der Regierung in Oppeln.

## Publikationen
- Topographisches Handbuch von Oberschlesien. Im Auftrage der Königlichen Regierung und nach amtlichen Quellen herausgegeben von Felix Triest, Königlichem Regierungs-Assessor. Verlag von Wilh. Gottl. Korn, Breslau 1865.
Unveränderter Nachdruck in zwei Bänden: Jan Thorbecke Verlag, Sigmaringen 1984, ISBN 978-3-7995-6511-0.

## Belege
1. ↑  Standesamt Berlin IV: Heiratsregister. Nr. 73/1878.

| Personendaten    | Personendaten                            |
| ---------------- | ---------------------------------------- |
| NAME             | Triest, Felix                            |
| ALTERNATIVNAMEN  | Triest, Felix Ludwig Anton Alexis        |
| KURZBESCHREIBUNG | deutscher Regierungs-Assessor in Breslau |
| GEBURTSDATUM     | 17. Juli 1838                            |
| GEBURTSORT       | Marienwerder                             |
| STERBEDATUM      | nach 1878                                |